# Goerita semata
Goerita semata là một loài trong họ Goeridae. Chúng phân bố ở miền Tân bắc.